# Lucas Deaux
Lucas Deaux est un footballeur français né le 26 décembre 1988 à Reims (Marne). Il joue au poste de milieu défensif ou relayeur.

## Biographie

### Jeunesse et formation
Lucas Deaux nait le 26 décembre 1988 à Reims (Marne). Il passe son enfance dans le quartier Murigny situé dans la cité champenoise puis déménage dans la commune voisine de Bezannes. Il signe sa première licence, en 1993 dans le mythique club de la ville : le Stade de Reims poussé par l'intendant du club, Jean Gaspard, tandis que son propre père désirait l'inscrire à Reims-Saint-Anne. Alors que son poste de prédilection était à l'origine celui de no 10, ses entraîneurs finissent peu à peu par le fixer dans le rôle de milieu défensif. Il passe par toutes les équipes de jeunes, puis la réserve en CFA2 lors de la saison 2005-2006. Il est alors convoqué pour un stage de détection avec l'équipe de France des moins de 18 ans à Clairefontaine. Il fait partie du groupe professionnel à compter de l'année 2006. Il  passe son baccalauréat avec succès.

### Stade de Reims (2006-2012)
Il étrenne ses galons de titulaire le 26 novembre 2006, lors du septième tour de la Coupe de France en Lorraine, face à l'APM Metz (remporté 4-1).
Il se fait remarquer lors d'un match contre Châteauroux (saison 2008-2009) en inscrivant un doublé, donnant la victoire à Reims au terme d'une rencontre spectaculaire (4-3).
Il participe activement à la montée du stade de Reims en Ligue 1, lors de la saison 2011-2012.
En janvier 2009, il est convoqué par Erick Mombaerts, sélectionneur de l'Équipe de France espoirs de football pour un stage de détection à Clairefontaine, mais doit déclarer forfait.

### FC Nantes (2012-2015)

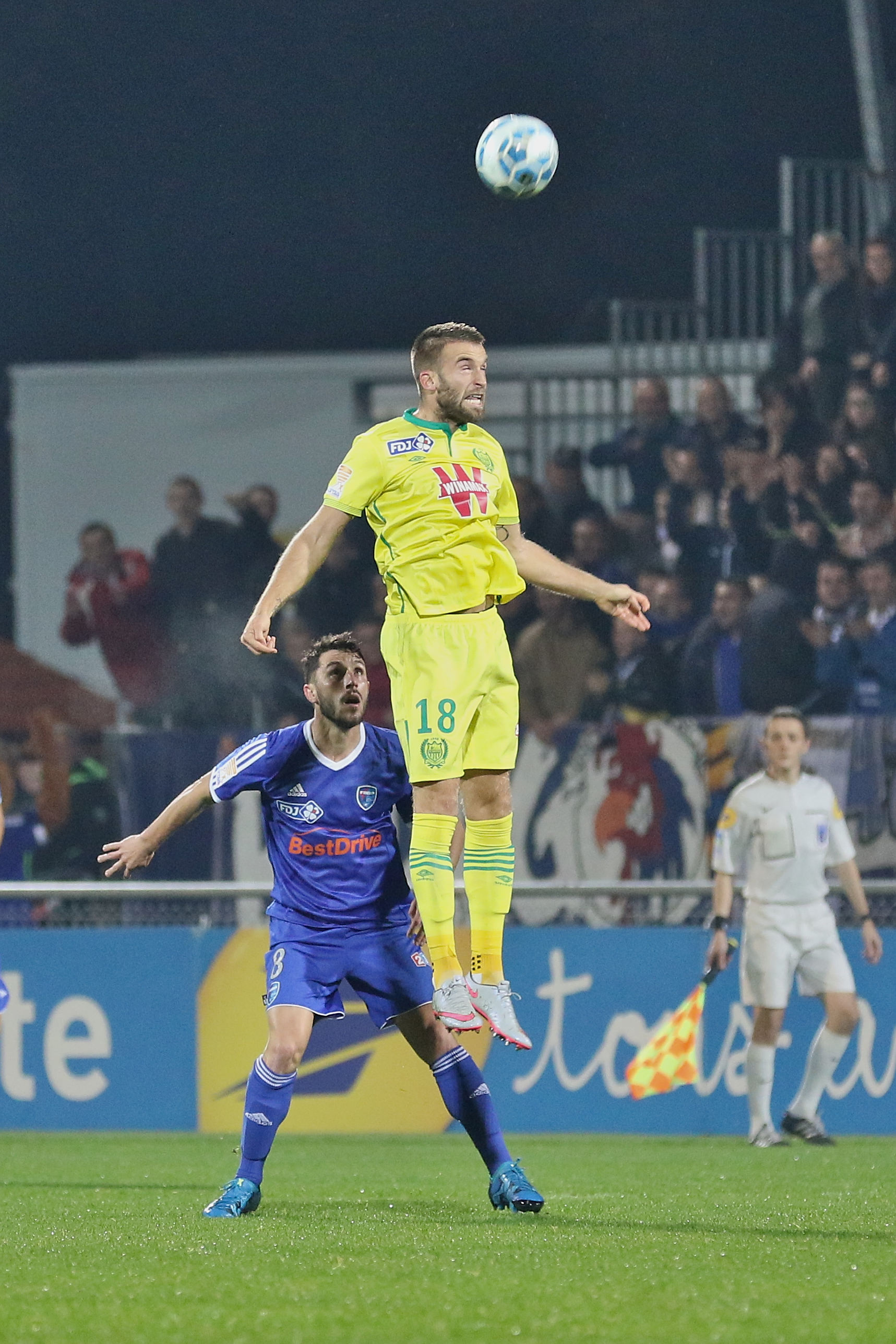
Saut de Lucas Deaux durant un match de Coupe de la Ligue en 2015.

Il signe au FC Nantes au mois de juillet 2012 un contrat de deux saisons. Le 17 mai 2013, lors du match décisif pour l'accession en Ligue 1 face au Club sportif Sedan Ardennes (CSSA), il reçoit un carton rouge dès la troisième minute pour un coup de tête sur un joueur adverse. Toutefois, cette expulsion précoce n'empêchera pas la victoire finale de son équipe 1-0 et la montée dans l'élite. Il est aussi un joueur qui a permis au FCN de monter en Ligue 1 par son caractère et sa force. Il a été un joueur très important dans l’effectif de Michel Der Zakarian tout au long de la saison.
Le 29 septembre 2013, lors de la 8e journée, il marque son premier but en Ligue 1 face au Stade rennais.
Alors qu'il ne lui reste plus qu'une année de contrat à l'été 2015, Lucas Deaux est approché par le club de La Gantoise, champion de Belgique en titre, et par conséquent qualifié pour la phase de groupes de Ligue des champions. Motivé à l'idée de disputer cette dernière, qui « [le] faisait rêver » quand il était enfant, Lucas Deaux est cependant barré par ses dirigeants qui veulent enrayer la fuite des cadres de l'équipe.

### KAA La Gantoise
Le 3 janvier 2016, il finit finalement par rejoindre La Gantoise, qualifiée pour les huitièmes de finale de la Ligue des champions, pour un contrat de deux ans et demi.

### En avant Guingamp
Le 9 juin 2016, il revient en Ligue 1 en signant un contrat de trois ans avec l'En avant Guingamp. Il prolonge son contrat jusqu'en 2020 en 2018. Le 23 février , il offre la victoire à Guingamp (1-0 face au SCO d’Angers) d’une tête rageante à la 92e minute. 
Lors de la saison 2018-2019, l'En avant Guingamp est relégué en deuxième division. Il demande son transfert vers le Nîmes Olympique souhaitant continuer sa carrière en Ligue 1 Conforama alors qu'il est capitaine de l'équipe. Malgré la colère des supporters ainsi que du président Bertrand Desplat, il est aligné pour son dernier match contre l'AJ Auxerre durant lequel il marque son dernier but sous les couleurs guingampaises.

### Nîmes Olympique
Il prend finalement la route le lendemain vers le Nîmes Olympique où il passera sa visite médicale avant de parapher son contrat dans la capitale gardoise.

### Dijon FCO
Libre de tout engagement après la relégation en Ligue 2 du club gardois à l'issue de la saison 2020-21, il signe un contrat de deux ans avec l'autre relégué, le Dijon FCO, ce club devant remplacer Jordan Marié, gravement blessé.

### AS Nancy-Lorraine
Lors du mercato hivernal 2023, alors qu'il est en manque de temps de jeu au DFCO, il signe pour l'AS Nancy-Lorraine, pensionnaire de National 1, jusqu'en 2024.

## Statistiques détaillées
| Saison                | Club                  | Championnat           | Championnat | Championnat | Championnat | Coupe nationale | Coupe nationale | Coupe nationale | Coupe de la Ligue | Coupe de la Ligue | Coupe de la Ligue | Supercoupe | Supercoupe | Supercoupe | Compétition(s) continentale(s) | Compétition(s) continentale(s) | Compétition(s) continentale(s) | Compétition(s) continentale(s) | Autres compétitions | Autres compétitions | Autres compétitions | Autres compétitions | Total | Total | Total |
| Saison                | Club                  | Division              | M.          | B.          | P.d.        | M.              | B.              | P.d.            | M.                | B.                | P.d.              | M.         | B.         | P.d.       | Comp.                          | M.                             | B.                             | P.d.                           | Comp.               | M.                  | B.                  | P.d.                | M.    | B.    | P.d.  |
| 2006-2007             | Stade de Reims        | Ligue 2               | 2           | 0           | 0           | 2               | 0               | 0               | 0                 | 0                 | 0                 | -          | -          | -          | -                              | -                              | -                              | -                              | -                   | -                   | -                   | -                   | 4     | 0     | 0     |
| 2007-2008             | Stade de Reims        | Ligue 2               | 4           | 0           | 0           | 0               | 0               | 0               | 0                 | 0                 | 0                 | -          | -          | -          | -                              | -                              | -                              | -                              | -                   | -                   | -                   | -                   | 4     | 0     | 0     |
| 2008-2009             | Stade de Reims        | Ligue 2               | 19          | 3           | 0           | 1               | 0               | 0               | 1                 | 0                 | 0                 | -          | -          | -          | -                              | -                              | -                              | -                              | -                   | -                   | -                   | -                   | 21    | 3     | 0     |
| 2009-2010             | Stade de Reims        | National              | 29          | 0           | 0           | 1               | 0               | 0               | 1                 | 1                 | 0                 | -          | -          | -          | -                              | -                              | -                              | -                              | -                   | -                   | -                   | -                   | 31    | 1     | 0     |
| 2010-2011             | Stade de Reims        | Ligue 2               | 31          | 3           | 2           | 0               | 0               | 0               | 5                 | 0                 | 0                 | -          | -          | -          | -                              | -                              | -                              | -                              | -                   | -                   | -                   | -                   | 36    | 3     | 2     |
| 2011-2012             | Stade de Reims        | Ligue 2               | 30          | 1           | 1           | 2               | 0               | 0               | 1                 | 0                 | 0                 | -          | -          | -          | -                              | -                              | -                              | -                              | -                   | -                   | -                   | -                   | 33    | 1     | 1     |
| Sous-total            | Sous-total            | Sous-total            | 115         | 7           | 3           | 6               | 0               | 0               | 8                 | 1                 | 0                 | 0          | 0          | 0          | -                              | 0                              | 0                              | 0                              | -                   | 0                   | 0                   | 0                   | 129   | 8     | 3     |
| 2012-2013             | FC Nantes             | Ligue 2               | 33          | 0           | 1           | 1               | 0               | 0               | 2                 | 0                 | 0                 | -          | -          | -          | -                              | -                              | -                              | -                              | -                   | -                   | -                   | -                   | 36    | 0     | 1     |
| 2013-2014             | FC Nantes             | Ligue 1               | 36          | 1           | 2           | 1               | 0               | 0               | 4                 | 0                 | 0                 | -          | -          | -          | -                              | -                              | -                              | -                              | -                   | -                   | -                   | -                   | 41    | 1     | 2     |
| 2014-2015             | FC Nantes             | Ligue 1               | 34          | 0           | 0           | 3               | 1               | 0               | 3                 | 0                 | 0                 | -          | -          | -          | -                              | -                              | -                              | -                              | -                   | -                   | -                   | -                   | 40    | 1     | 0     |
| 2015-2016             | FC Nantes             | Ligue 1               | 16          | 0           | 0           | -               | -               | -               | 1                 | 0                 | 0                 | -          | -          | -          | -                              | -                              | -                              | -                              | -                   | -                   | -                   | -                   | 17    | 0     | 0     |
| Sous-total            | Sous-total            | Sous-total            | 119         | 1           | 3           | 5               | 1               | 0               | 10                | 0                 | 0                 | 0          | 0          | 0          | -                              | 0                              | 0                              | 0                              | -                   | 0                   | 0                   | 0                   | 134   | 2     | 3     |
| 2016                  | KAA La Gantoise       | D1                    | 5           | 0           | 0           | -               | -               | -               | -                 | -                 | -                 | -          | -          | -          | -                              | -                              | -                              | -                              | -                   | -                   | -                   | -                   | 5     | 0     | 0     |
| Sous-total            | Sous-total            | Sous-total            | 5           | 0           | 0           | 0               | 0               | 0               | 0                 | 0                 | 0                 | 0          | 0          | 0          | -                              | 0                              | 0                              | 0                              | -                   | 0                   | 0                   | 0                   | 5     | 0     | 0     |
| 2016-2017             | EA Guingamp           | Ligue 1               | 38          | 2           | 5           | 5               | 0               | 1               | 2                 | 0                 | 0                 | -          | -          | -          | -                              | -                              | -                              | -                              | -                   | -                   | -                   | -                   | 45    | 2     | 6     |
| 2017-2018             | EA Guingamp           | Ligue 1               | 26          | 2           | 1           | 2               | 0               | 0               | 0                 | 0                 | 0                 | -          | -          | -          | -                              | -                              | -                              | -                              | -                   | -                   | -                   | -                   | 28    | 2     | 1     |
| 2018-2019             | EA Guingamp           | Ligue 1               | 18          | 3           | 1           | 2               | 0               | 0               | 1                 | 0                 | 0                 | -          | -          | -          | -                              | -                              | -                              | -                              | -                   | -                   | -                   | -                   | 21    | 3     | 1     |
| Sous-total            | Sous-total            | Sous-total            | 82          | 7           | 7           | 9               | 0               | 1               | 3                 | 0                 | 0                 | 0          | 0          | 0          | -                              | 0                              | 0                              | 0                              | -                   | 0                   | 0                   | 0                   | 94    | 7     | 8     |
| Total sur la carrière | Total sur la carrière | Total sur la carrière | 321         | 15          | 12          | 20              | 1               | 1               | 21                | 1                 | 0                 | 0          | 0          | 0          | -                              | 0                              | 0                              | 0                              | -                   | 0                   | 0                   | 0                   | 362   | 17    | 13    |